# Maarten Atmodikoro
Maarten Atmodikoro (Paramaribo, 4 februari 1971) is een Nederlands voormalig voetballer die als verdediger speelde. Gedurende zijn loopbaan speelde hij voor SVV/Dordrecht'90, NAC, N.E.C. en ADO Den Haag.
Atmodikoro speelde in zijn jeugd, samen met zijn broer, bij DEH en CVV De Jodan Boys. Al snel maakte hij de overstap naar SVV. Op 19-jarige leeftijd maakte hij zijn debuut bij de Schiedamse club. Uiteindelijk speelde hij 7 seizoenen voor deze club. Hij maakte deel uit van de selectie toen SVV in 1991 fuseerde met Dordrecht'90, waarna de clubnaam veranderde in SVV/Dordrecht'90. In 1992 werd de clubnaam Dordrecht'90. Met SVV werd Atmodikoro in 1990 kampioen in de eerste divisie. In 1994 werd hij dit nogmaals met Dordrecht'90.
In de zomer van 1995 maakte hij de overstap naar NAC. Daar ontpopte hij zich vrij snel tot een publiekslieveling. De rechtsback stond bekend om het vele contact dat hij maakte met het publiek. In totaal speelde hij 5 seizoenen voor de club. In die periode speelde hij 115 competitiewedstrijden waarin hij 1 doelpunt maakte.
Na de degradatie van NAC naar de eerste divisie werd de verdediger, vlak na de start van het seizoen, verhuurd aan N.E.C. Deze ploeg speelde toen wel eredivisie. Na een seizoen in Nijmeegse dienst kreeg hij geen nieuw contract. Nadat hij een half jaar zonder club zat maakte hij het seizoen 2000-01 af bij ADO Den Haag in de eerste divisie. Daar wist hij ook niet te imponeren en speelde hij slechts 10 wedstrijden. In 2001 besloot hij zijn loopbaan, op 30-jarige leeftijd, te beëindigen. Hij speelde nog bij SVVSMC en Jodan Boys en in 2007 ging hij bij SV Ommoord spelen. Hij kwam ook uit voor het Nederlands Beachsoccerteam.
Atmodikoro is een van de laatsten die wegens het weigeren van de dienstplicht vastgezeten heeft. Hij werd in april 1996 tot zeven maanden cel veroordeeld wegens dienstweigering. Hij is principieel tegen geweld en wilde wel een alternatieve dienstplicht vervullen. Enkele maanden later, in augustus, zouden de laatste dienstplichtigen opgeroepen worden voor de opkomstplicht officieel per mei 1997 afgeschaft werd.

## Erelijst
- Kampioen eerste divisie: 1990 (SVV) en 1994 (Dordrecht'90)

## Clubstatistieken
| seizoen | club             | duels | goals | competitie     |
| ------- | ---------------- | ----- | ----- | -------------- |
| 1989/90 | SVV              | 1     | 0     | eerste divisie |
| 1990/91 | SVV              | 12    | 1     | eredivisie     |
| 1991/92 | SVV/Dordrecht'90 | 15    | 1     | eredivisie     |
| 1992/93 | SVV/Dordrecht'90 | 24    | 0     | eredivisie     |
| 1993/94 | Dordrecht'90     | 32    | 0     | eerste divisie |
| 1994/95 | Dordrecht'90     | 34    | 3     | eredivisie     |
| 1995/96 | NAC              | 33    | 1     | eredivisie     |
| 1996/97 | NAC              | 24    | 0     | eredivisie     |
| 1997/98 | NAC              | 31    | 0     | eredivisie     |
| 1998/99 | NAC              | 25    | 0     | eredivisie     |
| 1999/00 | NAC              | 2     | 0     | eerste divisie |
|         | N.E.C.           | 20    | 0     | eredivisie     |
| 2000/01 | ADO Den Haag     | 10    | 0     | eerste divisie |
| TOTAAL  | TOTAAL           | 263   | 6     |                |